# Jakob Glasberg
Jakob Glasberg, född 7 juli 1995, är en svensk föredetta fotbollsspelare (försvarare).

## Karriär

### Tidig karriär
Glasbergs moderklubb är IK Frej. Som 13-åring gick han över till Danderyds SK och som 15-åring vidare till Djurgårdens IF. Inför säsongen 2014 flyttades Glasberg upp i Djurgårdens A-lag.

### IK Frej
I februari 2015 lånades Glasberg ut till IK Frej. Han debuterade i Superettan den 6 april 2015 i en 1–0-förlust mot Jönköpings Södra. Totalt spelade Glasberg 18 ligamatcher säsongen 2015. IK Frej slutade på 14:e plats och klubben blev tvungna att kvala för fortsatt spel i Superettan. Klubben vann kvalet mot Akropolis IF med sammanlagt 2–0 och Glasberg spelade båda kvalmatcherna. Under säsongen spelade han även en match i Svenska cupen mot IK Brage (2–0-vinst).
I december 2015 blev Glasberg klar på en övergång till klubben. Han spelade totalt 29 ligamatcher säsongen 2016. Glasberg spelade även tre matcher i gruppspelet av Svenska cupen 2015/2016 mot Halmstads BK (2–0-förlust), IFK Göteborg (1–1) och Degerfors IF (1–1). Under säsongen spelade han även en match i den andra omgången av Svenska cupen 2016/2017 mot Brommapojkarna (4–2-förlust).
I oktober 2016 förlängde Glasberg sitt kontrakt med två år. Säsongen 2017 spelade han totalt 29 ligamatcher. IK Frej slutade på 14:e plats och fick återigen kvala mot Akropolis IF för fortsatt spel i Superettan. Glasberg spelade båda kvalmatcherna och IK Frej klarade sig kvar i Superettan. Säsongen 2018 spelade Glasberg 26 ligamatcher samt tre matcher i gruppspelet av Svenska cupen 2017/2018.

### Trelleborgs FF
Den 14 januari 2019 värvades Glasberg av Trelleborgs FF, där han skrev på ett tvåårskontrakt med option att förlänga ytterligare ett år.

### IF Brommapojkarna
Den 31 mars 2020 värvades Glasberg av IF Brommapojkarna. Efter säsongen 2020 lämnade han klubben och meddelade att han avslutar sin karriär som fotbollsspelare.

## Landslagskarriär
I augusti 2013 debuterade Glasberg i Sveriges U19-landslag i en match mot Finland och noterades för två assist. Totalt spelade han tre matcher för U19-landslaget.

## Karriärstatistik
| Klubb              | Säsong             | Liga               | Liga    | Liga | Svenska cupen | Svenska cupen | Övrigt  | Övrigt | Totalt  | Totalt |
| Klubb              | Säsong             | Division           | Matcher | Mål  | Matcher       | Mål           | Matcher | Mål    | Matcher | Mål    |
| ------------------ | ------------------ | ------------------ | ------- | ---- | ------------- | ------------- | ------- | ------ | ------- | ------ |
| Djurgårdens IF     | 2014               | Allsvenskan        | 0       | 0    | 0             | 0             | —       | —      | 0       | 0      |
| IK Frej (lån)      | 2015               | Superettan         | 18      | 0    | 1             | 0             | 2       | 0      | 21      | 0      |
| IK Frej            | 2016               | Superettan         | 29      | 0    | 4             | 0             | —       | —      | 33      | 0      |
| IK Frej            | 2017               | Superettan         | 29      | 0    | 0             | 0             | 2       | 0      | 31      | 0      |
| IK Frej            | 2018               | Superettan         | 26      | 0    | 3             | 0             | —       | —      | 29      | 0      |
| IK Frej            | Totalt             | Totalt             | 84      | 0    | 7             | 0             | 2       | 0      | 93      | 0      |
| Trelleborgs FF     | 2019               | Superettan         | 16      | 0    | 1             | 0             | —       | —      | 17      | 0      |
| IF Brommapojkarna  | 2020               | Division 1 Norra   | 30      | 0    | 0             | 0             | 2       | 0      | 32      | 0      |
| Totalt i karriären | Totalt i karriären | Totalt i karriären | 148     | 0    | 9             | 0             | 6       | 0      | 163     | 0      |

1. ↑  Nedflyttningskvalmatcher mot Akropolis IF.[8][9]
2. ↑  Nedflyttningskvalmatcher mot Akropolis IF.[19][20]
3. ↑  Uppflyttningskvalmatcher mot Trelleborgs FF.[28][29]